# ハンス・マインハルト
ハンス・マインハルト（Hans Meinhardt, 1938年12月23日 - 2016年2月11日）は、ドイツの数理生物学者、物理学者 。生物学のパターン形成分野における先駆的な研究で知られている。

## 生涯
ハイデルベルク大学とケルン大学で物理学を学び、1966年にケルン大学で博士号を取得。彼の博士論文のテーマは、弱い相互作用、特にベータ崩壊に関するもので、ハイデルベルクのマックスプランク核物理研究所のサイクロトロンにおける研究成果である。その後、ジュネーヴのCERNで2年間コンピューターシミュレーションに取り組み、生物学に目を向け、テュービンゲンのマックスプランク発生生物学研究所（当時はマックス・プランクウイルス研究所）に移り、生涯研究を行った。

## 科学的貢献
動物の体表模様や貝殻の模様など、生物の成長過程において見られるパターン形成への貢献が顕著である。テュービンゲンのアルフレッド・ジラー（Alfred Gierer)のグループにおいてヒドラの発生のモデリングを担当し、アラン・チューリングによって1952年に提唱された拡散誘導不安定性（チューリング不安定性）の再発見を1972年に行った[1]。1983年、彼は脊椎動物の四肢形成を説明する多段階の遺伝子活性化のモデルを作成し[2]、2009年にこれを拡張[3]。また、初期発生における左右相称胚の正中線（体軸）形成などの問題を扱った[4]。
偏微分方程式による数理モデルをコンピューターを用いて計算し、解を可視化した。その解は、生物で観察されるパターンに広く対応している。モデル式は、パターンを引き起こす未知の生化学的システムすら予測可能であった。1972年のモデルは、チューリングの仕事とは独立に定式化され、同時に大幅に拡張された[5]。まずモルフォゲンの生成と分解のバランスから導かれる不安定化(つまりアクティベータの自己活性化)を説明し、次に速い拡散によって実現される側方抑制を導入する。このモデルはストライプを記述することができた[6] 。さらに、チューリングパターンを形成する反応拡散過程をより一般化し、基質-消費型と呼ばれるモデル（論文[1]の中ではActivator-depleted substrate model）を作成した。またモデルの特徴として、非線形項を用いる事でより現実的な物質間の相互作用を表現できるようにした[7]。これらのモデルは、後に局所活性側方抑制（Local activator lateral inhibitor）モデルまたはLALIモデルと呼ばれた。
彼の代表的な著書のひとつであるAlgorithmic beauty of sea shells [8]を手がける事になったきっかけは、イタリアンレストランで頼んだパスタに偶然入っていた、あさりの殻である。ジラーと長年にわたって取り組み発表したマインハルトの「作品」は、生物のパターン形成のみならず形態形成の分野においても先駆的なものである。